# City Guy Plays Country
City Guy Plays Country Style è un album discografico di Al Caiola, pubblicato dalla casa discografica United Artists Records nel novembre del 1963.

## Tracce
Lato A
1. Ring of Fire – 2:00 (June Carter, Merle Kilgore)
2. I Love You So Much It Hurts – 2:44 (Floyd Tillman)
3. Walkin' the Floor – 2:24 (Ernest Tubb)
4. Cold Cold Heart – 2:05 (Hank Williams)
5. Singing the Blues – 2:00 (Melvin Endsley)
6. Bye Bye Love – 2:20 (Felice and Boudleaux Bryant)

Lato B
1. Kaw-Liga – 2:32 (Fred Rose, Hank Williams)
2. Jealous Heart – 2:30 (Jenny Lou Carson)
3. Blue Banjo (Walk Walk) – 2:12 (Al Caiola, Sunny Skyler)
4. El Paso – 2:48 (Marty Robbins)
5. Wolverton Mountain – 2:10 (Claude King, Merle Kilgore)
6. I'm Movin' On – 2:11 (Hank Snow)

## Musicisti
- Al Caiola - chitarra
- Grady Martin - chitarra
- Sconosciuto - chitarra
- Sconosciuto - banjo a 5 corde
- Floyd Cramer - pianoforte
- Sconosciuto - organo
- Sconosciuto - basso
- Buddy Harman - batteria
- Sconosciuti - 6 violini
- The Jordanaires (gruppo vocale) - accompagnamento vocale, cori[3]